# 커피와 담배
《커피와 담배》(영어: Coffee and Cigarettes)는 2004년 개봉한 미국의 앤솔로지 영화이다. 짐 자무시가 감독과 각본을 맡았다. 세 편의 단편영화로 이루어져 있으며, 커피와 담배를 공통 실마리로 한 11가지 이야기를 담고 있다.

## 출연

### 주연
- 로베르토 베니니
- 케이트 블란쳇
- 빌 머레이
- 스티븐 라이트

### 조연
- 스티브 부세미
- 이기 팝
- 톰 웨이츠
- 조셉 리가노
- 비니 벨라
- 비니 벨라 주니어
- 르니 프렌치
- E.J. 로드리게즈
- 알렉스 데스카
- 이삭 드 번콜
- 마이크 호건
- 잭 화이트
- 멕 화이트
- 알프리드 몰리나
- 케이티 한즈
- 즈자
- 르자
- 윌리엄 라이스
- 테일러 미드
- 스티브 쿠건
- 조이 리
- 신쿼 리

## 기타
- 제작팀장: 레이첼 덴기즈
- 제작팀장: 드미트라 J. 맥브라이드
- 제작부: 그레첸 맥고원
- 제작부: 스테이시 E. 스미스
- 미술: 마크 프리드버그
- 미술: 댄 비숍
- 미술: 톰 자무시

## 수상
- 2004년 제5회 전주국제영화제 JIFF 최고인기상